# Кемь (город)
Кемь (карел. и фин. Kemi) — город в Республике Карелия Российской Федерации. Административный центр Кемского района.

## Этимология
Город был построен на берегу реки Кеми, от которой и получил своё название. Предполагается, что гидроним «Кемь» происходит от финно-угорского слова кем или хем, означающего большую реку, которое встречается на значительной части Евразии. Также существует топонимическая легенда, согласно которой название произошло от аббревиатуры бранного выражения К. Е. М. (к такой-то матери), якобы писавшегося Петром I в указах о высылке на север.

## География
Город расположен на реке Кеми, около места её впадения в Белое море, при вершине Кемской губы, главным образом на левом берегу реки и на острове Лепостров, между её рукавами. Река Кемь судоходна от моря до города, но лишь для небольших судов. Восточнее Кемской губы, в Белом море, расположены Кемские шхеры.

## История
В XV веке Кемь была волостью посадницы Великого Новгорода Марфы Борецкой и в 1450 году была ею подарена Соловецкому монастырю. В 1579 и 1580 гг. финны («каянские немцы») сделали опустошительный набег на Кемь; соловецкий воевода Озеров и многие стрельцы были убиты, но воевода Аничков разбил и прогнал каянцев. В 1590 году шведы разорили Кемскую волость. В 1591 году вся волость, с Муезерским морем, крестьянами, варницами и промыслами, была отдана Соловецкому монастырю, который в 1657 году выстроил здесь двухэтажный острог и вооружил его пищалями и пушками.
С 1704 по 1711 год Кемский острог был в ведении казны, а затем возвращён Соловецкому монастырю.
Кемский городок с 29 приписными деревнями (Летнерецкая, Подужемская, Умангозерская, Пилсозерская, Бульдыревская, Кизрецкая, Лагоева Варака, Маслозерская, Афонин Наволок, Ушков Наволок, Лежаев Наволок, Пебозеро, Поньгомская, Елманга, Клетное Озеро, Кумозеро, Шелопогье, Килгозеро, Вичана Танбала, Вингезеро, Кондозеро, Рогозерожская, Вонгозеро, Большое Озеро, Азла Река, Тунгозеро, Коккосалма, Лавогуба, Ланбаш Губа) был одной из вотчин Соловецкого монастыря — им собирался подымный оброк и бобыльская дань.
В 1749 и 1763 годах Кемский городок пострадал от наводнений.
В 1764 году, по указу императрицы Екатерины II, началась секуляризационная реформа, изымавшая церковные владения в пользу государства. В том же году Кемский городок вошёл в состав Онежского уезда Архангелогородской губернии.

### Уездный город
В ходе реформы административно-территориального деления Российской империи 16 мая 1785 года Указом Екатерины II образован Кемский уезд, Кемский городок переименован в город Кемь. Город стал уездным городом Олонецкого наместничества (в церемонии провозглашения Кеми городом принял участие олонецкий губернатор Г. Р. Державин). Кемский уезд был образован из поморских селений Онежского уезда Архангельской губернии и части Повенецкого уезда.
4 октября 1788 года утверждён герб города.
В 1799 году город был причислен к Архангельской губернии. В 1825 году он был сильно опустошён пожаром. В 1858 году Кемский уезд был соединён с Кольским, и Кемь осталась уездным городом; затем уезды эти снова были разделены.
До XX века Кемь — уездный город Архангельской губернии. Жителей, на 1 января 1894 года, было 2150 (мужчин — 966, женщин — 1184), в том числе дворян — 56, духовного сословия — 10, почётных граждан — 42, купцов — 19, мещан — 1349, крестьян — 504, войска — 77 чел. Церквей, часовен и монастырей — 7, домов — 326 (из них каменных — 1), нежилых строений — 356. 2-классное городское училище для мальчиков (53 учен.), приходское для девочек (34 учен.) и шкиперские курсы (30 чел.), больница, хлебный магазин, лесопильный завод (с 250 рабоч. и производством в 405 000 р.), 2 кузницы, кирпичный завод, скотобойня. Доходы города в 1893 г. — 5664 р., расходы — 6555 р. (на управление — 1480 р., на медиц. часть — 1850 р., на народное образование — 605 р.). В 1897 году в городе жило 2447 человек, из них родным языком указали: 2140 — русский, 272 — карельский.
Главное занятие жителей — рыбные промыслы на Мурмане, в Белом море и на реке Кемь. В 1893 году на Мурман отправлялось 200 чел., добыто рыбы на 13700 р., прибыль — 7700 р.; ловом сёмги занимались 32 чел. (добыто на 9000 р., прибыль — 7630 р.), ловом прибрежной морской рыбы — 24 чел., озёрной и речной — 10 чел. Рыба сбывается частью в Архангельск и другие пункты севера, частью — в Санкт-Петербург. Часть жителей занимается рубкой леса, охотой, извозом, перевозкой товаров водой (в 1893 г. — 8 судов). Значительный вывоз леса за границу (в 1893 г. — на 319 459 р.). Жители Кеми сеют немного ячменя, разводят картофель и некоторые огородные растения; в 1893 году у них было рогатого скота 177, лошадей 43, овец 236, оленей 182.

### Гражданская война
21 марта 1918 года финские отряды под командованием Карла Вильгельма Мальма перешли новую границу Финляндии и выступили в сторону Кеми. Финны атаковали Кемь 10 апреля, нападение было отбито.
В первых числах июля 1918 года группа из английских морских пехотинцев, американского крейсера и сербо-французского бронепоезда захватили Кандалакшу, Кемь и Сороку (ныне — г. Беломорск) и расстреляли представителей местного совета и его председателя Александра Александровича Каменева. Попытка вернуть город Кемь отрядом рабочего Ивана Дмитриевича Спиридонова успехом не увенчалась.
16—18 февраля 1919 года в Кеми, с согласия командующего войсками интервентов на Мурмане генерала Чарльза Мейнарда, состоялся съезд представителей 12 карельских волостей Архангельской губернии. Собравшиеся добивались провозглашения Карелии самостоятельной страной в форме демократической республики, выразив тем самым своё стремление уйти от опеки белогвардейского правительства Северной области. Вопросы организации власти и управления, а также отношения этой республики к России и Финляндии решено было отложить до предстоящего Учредительного собрания. Чтобы успокоить белое правительство, присутствовавший на съезде в качестве представителя союзников командир 237-й бригады генерал Прайс зачитал телеграмму Мейнарда, в которой подчёркивалось, что союзное командование не поддержит никакого предложения об отделении этой территории от России. Участники съезда постановили послать своих представителей на Парижскую мирную конференцию с тем, чтобы добиться признания великими державами права Карелии на самостоятельное и суверенное развитие.

### Советский период
В первой половине 1920-х в Кеми властями был организован первый в СССР официальный концентрационный лагерь (изначально предназначенный для уголовного элемента), который стал по факту первым неофициальным политическим концентрационным лагерем в СССР.
9 августа 1929 г. в соответствии с постановлением СНК АКССР организован Кемский леспромхоз. 22 августа 1930 г. образована редакция районной газеты «Советское Беломорье».
Данный лагерь в то же время служил ещё и пересыльным пунктом для доставки партий заключённых на Соловки, в Соловецкий лагерь особого назначения. Историческое здание, в котором размещалось управление Соловецких лагерей, сохранилось. В городе установлен Поклонный Крест в память о погибших в лагерях.
В 1971 году был введён в эксплуатацию Кемский рыбоводный завод, специализирующийся на искусственном разведении озёрного лосося, сёмги, палии, горбуши.

## Население
| 1856    | 1897    | 1913    | 1918    | 1931    | 1939    | 1959    | 1967    | 1970    |
| ------- | ------- | ------- | ------- | ------- | ------- | ------- | ------- | ------- |
| 1700    | ↗2400   | ↗4100   | ↘2884   | ↗7700   | ↗16 624 | ↗18 127 | ↗20 000 | ↗21 025 |
| 1979    | 1989    | 1992    | 1996    | 1998    | 2000    | 2001    | 2002    | 2003    |
| ↘20 962 | ↘18 522 | ↘18 400 | ↘17 600 | ↘17 200 | ↘16 700 | ↘16 400 | ↘14 620 | ↘14 600 |
| 2005    | 2006    | 2007    | 2008    | 2009    | 2010    | 2011    | 2012    | 2013    |
| ↘14 100 | ↘13 900 | ↘13 700 | ↘13 500 | ↘13 216 | ↘13 051 | ↗13 100 | ↘12 691 | ↘12 454 |
| 2014    | 2015    | 2016    | 2017    | 2018    | 2019    | 2020    | 2021    | 2023    |
| ↘12 191 | ↘11 969 | ↘11 775 | ↘11 604 | ↘11 182 | ↘10 861 | ↘10 648 | ↘10 018 | ↘9712   |

На 1 января 2025 года по численности населения город находился на 933-м месте из 1124 городов Российской Федерации.

### Национальный состав
По итогам переписи населения 2020 года проживали следующие национальности (национальности менее 0,1 % и другое, см. в сноске к строке «Другие»):
| Национальность | Численность, чел. | Доля, % |
| -------------- | ----------------- | ------- |
| Русские        | 8997              | 89,81   |
| Карелы         | 147               | 1,47    |
| Белорусы       | 134               | 1,34    |
| Украинцы       | 90                | 0,90    |
| Финны          | 21                | 0,21    |
| Поморы         | 15                | 0,15    |
| Таджики        | 15                | 0,15    |
| Татары         | 14                | 0,14    |
| Чуваши         | 11                | 0,11    |
| Другие         | 574               | 5,72    |
| Итого          | 10 018            | 100,00  |

### Языковой состав
Родной язык населения по данным переписи 1897 года:
| Язык                      | Численность, чел. | Доля, % |
| ------------------------- | ----------------- | ------- |
| Русский («великорусский») | 2140              | 87,45   |
| Карельский                | 272               | 11,12   |
| Другие                    | 35                | 1,43    |
| Итого                     | 2447              | 100,00  |

В настоящее время официальным и основным языком города является русский.

## Транспорт

### Автомобильное сообщение
Через город проходит автодорога    86К-393 «Кемь — Рабочеостровск».

### Железная дорога
Существует железнодорожная станция Кемь (линия Санкт-Петербург — Мурманск) Петрозаводского отделения Октябрьской железной дороги.

## Климат
Абсолютный минимум температуры был зарегистрирован 18 и 19 января 1940 года и составил −40,3 °C, абсолютный максимум температуры был отмечен 1 августа 2018 года, составив 32,9 °С, до этого температурный рекорд принадлежал 14 июля 2010 года (32.6 °C).
- Среднегодовая температура воздуха — 2,2 °C.
- Относительная влажность воздуха — 82 %.
- Средняя скорость ветра — 4,1 м/с.

| Показатель                    | Янв.  | Фев.  | Март  | Апр.  | Май   | Июнь | Июль | Авг. | Сен. | Окт. | Нояб. | Дек.  | Год   |
| ----------------------------- | ----- | ----- | ----- | ----- | ----- | ---- | ---- | ---- | ---- | ---- | ----- | ----- | ----- |
| Абсолютный максимум, °C       | 8,7   | 6,5   | 12    | 19,6  | 29,2  | 32,5 | 32,6 | 32,9 | 25,6 | 16,6 | 11,4  | 6,9   | 32,9  |
| Средний суточный максимум, °C | −5,9  | −5,9  | −1,3  | 3,9   | 9,6   | 15,3 | 18,5 | 17,2 | 12,4 | 5,5  | 0     | −3,4  | 5,5   |
| Средняя температура, °C       | −9,1  | −9,1  | −5    | 0,2   | 5,6   | 11,2 | 14,7 | 13,6 | 9,3  | 3,2  | −2,3  | −6,1  | 2,2   |
| Средний суточный минимум, °C  | −12,6 | −12,8 | −9    | −3,5  | 2,1   | 7,6  | 11,2 | 10,3 | 6,3  | 0,9  | −4,8  | −9,1  | −1,1  |
| Абсолютный минимум, °C        | −40,3 | −35,1 | −32,5 | −25,8 | −12,2 | −2,6 | 2,0  | 0,6  | −4,1 | −17  | −26,3 | −34,2 | −40,3 |
| Норма осадков, мм             | 27,5  | 22,3  | 21,6  | 26,8  | 47,5  | 60,2 | 67   | 68,5 | 53,7 | 57,4 | 40,1  | 31,8  | 524,4 |
| Источник: Погода и климат     |       |       |       |       |       |      |      |      |      |      |       |       |       |

## Инфраструктура
- Детский сад № 4 «Теремок»
- Средняя общеобразовательная школа № 1
- Средняя общеобразовательная школа № 3
- Подужемская средняя общеобразовательная школа
- Детская школа искусств
- Дом творчества
- Спортивная школа
- Центральная районная больница. Открыта 9 декабря 1992 года[42]
- Центральная районная библиотека
- Центр культуры и спорта
- Краеведческий музей «Поморье». Открыт в 1980 году. Основатель — Г. П. Сонников. Музей расположен в памятнике архитектуры, здании бывшего уездного казначейства.

## Экономика

### Промышленность
Основные направления промышленности
- гидроэнергетика,
- хозяйство,
- транспорт,
- сфера услуг,
- автомобильный транспорт,
- торговля,
- рыбная отрасль,
- горнодобывающая отрасль,
- туризм.

В Кеми функционируют промышленные предприятия:
- Каскад Кемских ГЭС,
- Северные электрические сети,
- Промкомбинат,
- Энергетическая компания,
- Кемский хлебозавод,
- Кемский рыбоводный завод[43],
- утверждена федеральная программа[44] реконструкции Кемского морского порта[45].

### Торговля
В городе представлены такие крупные сети, как «Пятёрочка», «Магнит», «Красное&Белое», «Светофор», «DNS». Присутствуют пункты выдачи интернет-магазинов «Ozon» и «Wildberries».

### Финансовые услуги
В городе расположены филиалы российских коммерческих банков: «Сбербанк», «Почта Банк», «ВТБ».

## Достопримечательности
Город Кемь обладает значительным культурно-историческим потенциалом. Сегодня на территории Кеми насчитывается более трёх десятков памятников архитектуры и истории, среди них:
- Успенский собор (Кемь) — 1717 г.,
- Часовня Троицы Живоначальной — 1710 г.,
- Благовещенский собор (Кемь) — 1763 г.,
- музей (бывшее казначейство) — 1903 г.
- Памятный комплекс — Братская могила советских воинов, в которой захоронено 825 солдат и офицеров 26-й армии Карельского фронта, погибших в годы Советско-финской войны (1941—1944)[46].
- Памятник железнодорожникам Кемского отделения Кировской железной дороги, погибшим на трудовом посту в годы Советско-финской войны (1941—1944)[47]. Памятник установлен в 2011 году в честь 95-летия станции Кемь на привокзальной площади (площадь Кирова)[48].

## Почётные граждане города
На 2 апреля 2023 года:
- Аксёнов Александр Иванович
- Анисимова Валентина Георгиевна
- Антипин Николай Михайлович
- Блинов Валентин Александрович
- Валявкин Матвей Александрович
- Василенков Николай Иванович
- Вахрамеева Татьяна Ивановна
- Волкова Марта Лукинична
- Гаврилова Клавдия Анатольевна
- Гордиенко Валерий Павлович
- Горельченкова Августа Михайловна
- Давлюдова Людмила Михайловна
- Данильева Юлия Васильевна
- Данчев Виктор Григорьевич
- Звягин Юрий Константинович
- Каликин Григорий Фёдорович
- Кенеев Степан Павлович
- Кокков Алексей Дмитриевич
- Кочнев Рудольф Васильевич
- Малахов Владимир Иванович
- Малахов Степан Петрович
- Местякова Светлана Ивановна
- Минашкин Василий Михайлович
- Минин Иван Васильевич
- Миронова Мария Валентиновна
- Мошников Евгений Георгиевич
- Перхин Иван Дмитриевич
- Песков Александр Иванович
- Пикульский Владислав Антонович
- Пискун Валентина Васильевна
- Плавник Наум Ефимович
- Плеханов Александр Васильевич
- Подкользина Алимпиада Васильевна
- Раковская Нина Александровна
- Рынцына Зинаида Александровна
- Смелый Андрей Степанович
- Солошенко Пётр Сергеевич
- Сонников Геннадий Степанович
- Ухов Александр Фёдорович
- Хинканен Эльвира Давыдовна
- Цихотская Анна Ивановна
- Шишкин Виктор Иванович
- Шляпкин Павел Петрович
- Яковлев Михаил Александрович

## Известные уроженцы
- Бустрем, Владимир Владимирович — советский разведчик.
- Пыжьянов, Сергей Николаевич — советский и российский стрелок, призёр Олимпийских игр, многократный чемпион мира.
- Соловьёв, Сергей Александрович — кинорежиссёр (член жюри Венецианского кинофестиваля в 1981 и 1987 годах).
- Спиридович, Александр Иванович — начальник императорской дворцовой охраны Николая II.
- Шамонтьев, Владимир Александрович — советский учёный, полярник.

## Памятная монета
Город Кемь изображён на памятной монете серии «Древние города России» номиналом 10 рублей.
На монете изображена панорама города с построенным без единого гвоздя Успенским Собором (XVIII век).